# Pilsach
Pilsach är en kommun och ort i Landkreis Neumarkt in der Oberpfalz i Regierungsbezirk Oberpfalz i förbundslandet Bayern i Tyskland.
Kommunen ingår i kommunalförbundet Neumarkt in der Oberpfalz tillsammans med kommunerna Berngau och Sengenthal.